# (11154) Kobushi
(11154) Kobushi est un astéroïde de la ceinture principale.

## Description
(11154) Kobushi est un astéroïde de la ceinture principale. Il fut découvert le 28 décembre 1997 à Ōizumi par Takao Kobayashi. Il présente une orbite caractérisée par un demi-grand axe de 2,32 UA, une excentricité de 0,11 et une inclinaison de 5,1° par rapport à l'écliptique.

## Compléments